# Solotuša
Solotuša (cyr. Солотуша) – wieś w Serbii, w okręgu zlatiborskim, w gminie Bajina Bašta. W 2011 roku liczyła 890 mieszkańców.